# Hans-Joachim Lustig
Hans-Joachim Lustig ist ein deutscher Chorleiter.
Lustig absolvierte ein Studium der Schulmusik. 1994/1995 war er Stipendiat des Deutschen Musikrates. Er leitete die Chorknaben Uetersen von 1999 bis 2023 und ist Leiter des Kammerchors I Vocalisti, mit denen er  2002 beim 6. Deutschen Chorwettbewerb einen ersten Bundespreis gewann. Seit 2022 ist er zudem bei den  Chorwerken Potsdam tätig. Als Gastdirigent war er u. a. beim Philharmonia Chorus London und beim Belgrader Rundfunkchor tätig. Lustig ist außerdem Gründer des Mendelssohnchors Hamburg.

## Tondokumente
- Charles Gounod: Messe Breve,  Les 7 Paroles De N.S. Jesus-Christ Sur La Croix, Messe Breve No. 5 Aux Seminaires. Carus-Verlag
- Domine Deus – Chormusik des 20. und 21. Jahrhunderts. Rondeau

## Belege
1. ↑  Chorwerken Potsdam
2. ↑   www.chorknaben-uetersen.de, abgerufen am 12. September 2010

| Personendaten    | Personendaten        |
| ---------------- | -------------------- |
| NAME             | Lustig, Hans-Joachim |
| KURZBESCHREIBUNG | deutscher Chorleiter |
| GEBURTSDATUM     | vor 1965             |